# Segunda Guerra Balcânica
A Segunda Guerra Balcânica, também conhecida como Segunda Guerra dos Bálcãs(pt-BR) ou Balcãs(pt-PT?), ocorreu entre 29 de junho de 1913 e 10 de agosto de 1913 (no calendário gregoriano, mas de 16 de junho de 1913 a 18 de julho de 1913 no calendário juliano, que ainda vigorava nos países ortodoxos) e foi um conflito entre a Bulgária de um lado contra seus antigos aliados da Liga Balcânica - Sérvia, Grécia e Montenegro - somados a Romênia e o Império Otomano de outro. O resultado desta guerra tornou a Sérvia, um importante aliado da Rússia, em uma potência regional dos Bálcãs, alarmando a Áustria-Hungria e indiretamente tornando-se mais uma causa para a Primeira Guerra Mundial.

## Antecedentes
Durante a Primeira Guerra Balcânica, a Liga Balcânica (Sérvia, Montenegro, Grécia e Bulgária) atacaram e conquistaram as províncias europeias remanescentes do combalido Império Otomano (Albânia, Macedônia e Trácia) deixando-o com o comando apenas das penínsulas de Chataldja e Gallipoli. O Tratado de Londres, assinado em 30 de Maio de 1913, que pôs fim à guerra, reconheceu os ganhos dos estados balcânicos a leste da linha Enos-Medea e criou uma Albânia independente, em parte devido às pressões austro-húngaras para que as pretensões sérvias de acesso ao mar fossem derrubadas.
Entretanto, o tratado acabou por não satisfazer ninguém. Os estados balcânicos haviam feito um acordo preliminar de partilha dos territórios conquistados, especialmente no que dizia respeito à Macedônia, e a Conferência de Londres acabou apenas por reconhecer o status quo, mesmo que alguns territórios tivessem migrado para as respectivas potências ocupantes. A Bulgária sentiu que seu ganhos territoriais concedidos depois da guerra, particularmente na Macedônia, eram insuficientes, e passou a reclamar a importante cidade de Salônica, onde um regimento búlgaro já estava estacionado.
Grécia e Sérvia já estavam desgostosas ao terem de evacuar a Albânia, e responderam a isto entrando ofensivamente na conferência com o objetivo de prevenir uma grande expansão búlgara. Os dois países resolveram suas diferenças mútuas e assinaram um acordo para uma aliança militar em 1 de Maio de 1913, seguido por um tratado de "amizade e proteção mútuas" em 19 de Maio/1 de Junho de 1913. Mais ao norte, uma outra disputa da Bulgária era com a Romênia, principalmente com a decisão desta de reclamar pela fortaleza búlgara de Silistra no rio Danúbio, como o preço da neutralidade do país durante a Primeira Guerra Balcânica.
A arbitragem russa, dada para o Tratado Sérvio-Búlgaro de 1912, progrediu muito lentamente, já que a Rússia não desejava perder nenhum dos seus aliados eslavos nos Bálcãs. Durante as negociações, disputas continuaram a ocorrer na Macedônia, principalmente entre tropas sérvias e búlgaras. Em 29 de Junho, o Alto Comando búlgaro, sem notificar o governo, ordenou que as tropas búlgaras atacassem posições sérvias e gregas, e a declaração de guerra estava dada.
O Reino da Bulgária esperava adquirir toda a região conhecida como "Macedônia búlgara" e assim dominar os Bálcãs,[carece de fontes?] como estava prescrito no Tratado de San Stefano, enquanto a Sérvia e a Grécia esperavam tomar largas porções da Macedônia para impedir que a hegemonia búlgara se consolidasse.

## Forças

As fronteiras dos estados balcânicos antes da Segunda Guerra Balcânica.

O exército do Reino da Bulgária tinha 500 000 combatentes divididos em cinco exércitos e que se concentravam entre quinhentos quilômetros abaixo do rio Danúbio ao norte até o mar Egeu ao sul.
O exército do Reino da Sérvia contava 230 000 combatentes divididos em três exércitos, com as principais forças concentradas na frente Macedônia que seguia ao longo do rio Vardar e de Escópia. O exército do Reino da Grécia era composto por 120 000 soldados, com sua maioria concentrada em Salônica. O Reino de Montenegro enviou uma divisão de 12 000 homens para a frente Macedônia.
O Reino da Romênia mobilizou 500 000 combatentes, que foram alocados em cinco divisões. O Império Otomano entrou na guera com um exército de 255 000 homens.

## O início da guerra
O principal ataque búlgaro foi planejado a partir de ataques dos exércitos 1, 3, 4 e 5 contra forças sérvias, enquanto o exército de número 2 ficava responsável por atacar posições grega em Salônica. Os búlgaros foram visivelmente superados em números na frente grega e o baixo nível das batalhas iniciais logo transformou-se com um ataque grego em 19 de Junho. As forças búlgaras automaticamente deixaram suas posições no norte de Salônica (exceto por uma armada que ficou para trás e recuou às pressas posteriormente) e seguiram para posições defensivas entre Kilkis e o rio Struma. O plano era destruir rapidamente o exército sérvio na Macedônia central com um ataque concentrado, mas o envolvimento dos romenos ao norte não fez com que os planos saíssem com esperado.

## Batalhas
| Batalhas da Segunda Guerra Balcânica |          |               |          |               |                               |          |
| Nome                                 | Defensor | Comandante    | Atacante | Comandante    | Data                          | Vitória  |
| Kilkis-Lahanas                       | Bulgária | Nikola Ivanov | Grécia   | Constantino I | 19–21 de Junho de 1913 (O.S.) | Grécia   |
| Doiran                               | Bulgária | Nikola Ivanov | Grécia   | Constantino I | 22–23 de Junho de 1913 (O.S.) | Grécia   |
| Bregalnica                           | Sérvia   |               | Bulgária |               | 17–25 de Junho de 1913 (O.S.) | Sérvia   |
| Batalha de Kalimantsi                | Bulgária |               | Sérvia   |               | 15–18 de Julho de 1913 (O.S.) | Bulgária |
| Batalha de Kresna Gorge              | Bulgária |               | Grécia   | Constantino I | 8–18 de Julho de 1913 (O.S.)  | Bulgária |

### Batalha de Kilkis-Lahana
O segundo exército búlgaro no sul da Macedônia comandado pelo general Ivanov estava numa linha que ia do Lago Doiran (um campo de batalha vital para as tropas inglesas três anos depois) ao sudeste do Lago Langaza (atualmente, Lago Koronia) e Beshik (atualmente, Lago Volvi), e então até o porto de Kavala no Egeu. O exército estava em posição desde maio, e havia lutado no cerco a Adrianople durante a Primeira Guerra Balcânica. Os búlgaros viam que suas tropas no local estavam desgastadas e com um moral baixo, e que também estavam em menor número, com apenas 40 000 combatentes divididos em duas fracas divisões. Muitas das falhas nas tropas eram preenchidas com recrutas da população local. Os gregos estimavam seus oponentes em pelo menos 80 000 homens, e então, comandados pelo rei Constantino I, organizaram um exército de nove divisões de infantaria e uma de cavalaria com aproximadamente 120 000 homens, deixando os búlgaros em situação perigosa, mesmo que estivessem fortemente fortificados.
Em Kilkis, os búlgaros haviam construído defesas poderosas, e ainda haviam conseguido capturar armas dos otomanos. Em 3 de Julho, três divisões da Grécia atacaram a planície com força, sendo apoiadas pela artilharia. Eles sofreram várias baixas, mas no dia seguinte continuaram a atacar. Enquanto isto, a Sétima Divisão do exército grego avançava sobre e capturava Nigrita e as Primeira e Sexta Divisões atacavam Lahana. Do lado búlgaro, Evzone capturou Gevgelija e Matsikovo. Como consequência, depois de Doiran ter ameaçado severamente o exército de Ivanov este passou a recuar desesperadamente com seu exército, sem conseguir achar uma rota de fuga. Reforços representados pela Décima Quarta Divisão chegaram muito tarde e acabaram por se juntar à recuada entre Estrúmica e a fronteira búlgara. Os gregos capturaram Doiran em 5 de Julho, mas não estavam aptos a cortar a recuada búlgara através da passagem de Struma. Em 11 de Julho, os gregos juntaram-se aos sérvios e então os empurraram para o rio Struma, até que chegaram a Kresna George em 24 de Julho. Neste ponto, as tropas gregas estavam exaustas e já haviam ido para muito além das linhas de suprimento, e por fim, foram forçadas a recuar.

### Batalhas de Bregalnica, Kalimantsi e Kresna Gorge
Na frente da Macedônia central, os sérvios haviam empurrado as forças búlgaras para leste na batalha de Bregalnica (30 de Junho — 9 de Julho). Enquanto isto, no norte, os búlgaros começaram a avançar contra os sérvios na cidade de Pirot (próxima à fronteira servo-búlgara) e forçaram o Alto Comando Sérvio a enviar reforços para o Segundo Exército, que estava encarregado de defender Pirot e Nis. Isto fez com que a Bulgária foi capaz de impedir a ofensiva sérvia na Macedônia em Kalimantsi no dia 18 de Julho.
Enquanto a situação na frente sérvia havia se acalmado, o Rei Constantino, acreditando que os búlgaros já haviam sido derrotados, ordenou que o exército grego marchasse sobre o território búlgaro e tomasse a capital Sófia. Constantino queria uma vitória decisiva nesta guerra, apesar das objeções feitas por Eleftherios Venizelos.
O exército grego pensava já ser vitorioso e que não precisava de precauções, então continuou a marchar sobre o território do Reino da Bulgária. Então, em Kresna, os gregos foram surpreendidos por duas divisões do exército búlgaro, que já havia tomado posições defensivas na cidade. Tanto gregos quanto búlgaros estavam fragilizados e haviam sofrido penas severas nos dias anteriores. No final, os governos búlgaro e grego estavam igualmente ansiosos pela paz, para que a guerra entre os dois países acabasse, e a Grécia propôs um cessar-fogo.

## Fim da Guerra

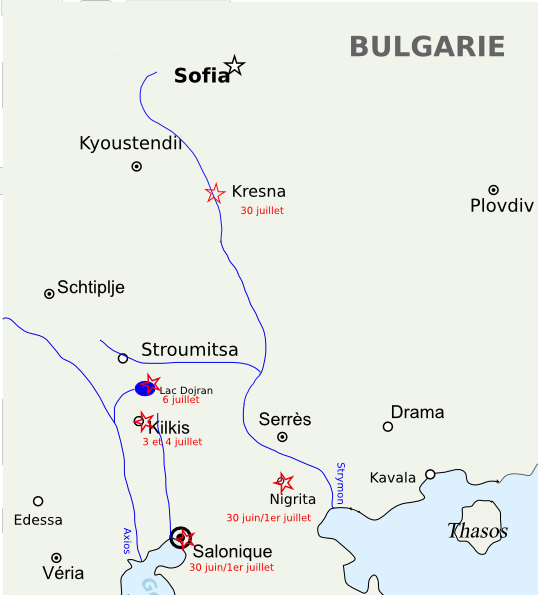
As principais batalhas entre os estados balcânicos na Segunda Guerra Balcânica.

Apesar de ter conseguido estabilizar a frente Macedônia, o governo búlgaro aceitou um armistício ao ser levado por eventos que ocorriam bem logo do coração dos Bálcãs. A Romênia invadiu a Bulgária entre 27 de Junho e 10 de Julho, datas do calendário juliano, ocupando o sul de Dobruja, que estava sem defesas, e marchando pelo norte da Bulgária tendo em vista uma invasão da capital, Sófia. O Império Otomano também tomou vantagem da situação para recuperar algumas possessões da Trácia que havia perdido na Primeira Guerra Balcânica, e ordenou que seus exércitos marchassem para Yambol e a Trácia Ocidental. Como os exércitos búlgaros estavam completamente ocupados com os exércitos sérvios e gregos, as armadas dos otomanos e romenos não sofreram nenhum dado de combate, apesar de uma epidemia de cólera ter se espalhado entre os soldados.
Um armistício geral foi planejado entre 18 e 31 de Julho de 1913 (datas segundo o calendário juliano, então em vigor nos estados ortodoxos), e os territórios foram redivididos sob os termos dos Tratados de Bucareste e de Constantinopla. A Bulgária acabou por perder a maior parte do território conquistado na Primeira Guerra Balcânica, incluindo a Dobruja do sul (para a Romênia), boa parte da Macedônia e da Trácia Oriental para os turcos-otomanos. Ainda assim, os búlgaros conseguiram manter a Trácia Ocidental, o porto de Dedeagach e partes do litoral do mar Egeu sob seu domínio. A Sérvia ganhou territórios no norte da Macedônia, enquanto a Grécia recebeu a parte sul do território.
As fronteiras definidas nos tratados de Bucareste e Constantinopla foram apenas temporárias; dez meses depois elas começaram a mudar novamente, e uma nova guerra foi iniciada nos Bálcãs, levada pelo início da Primeira Guerra Mundial.

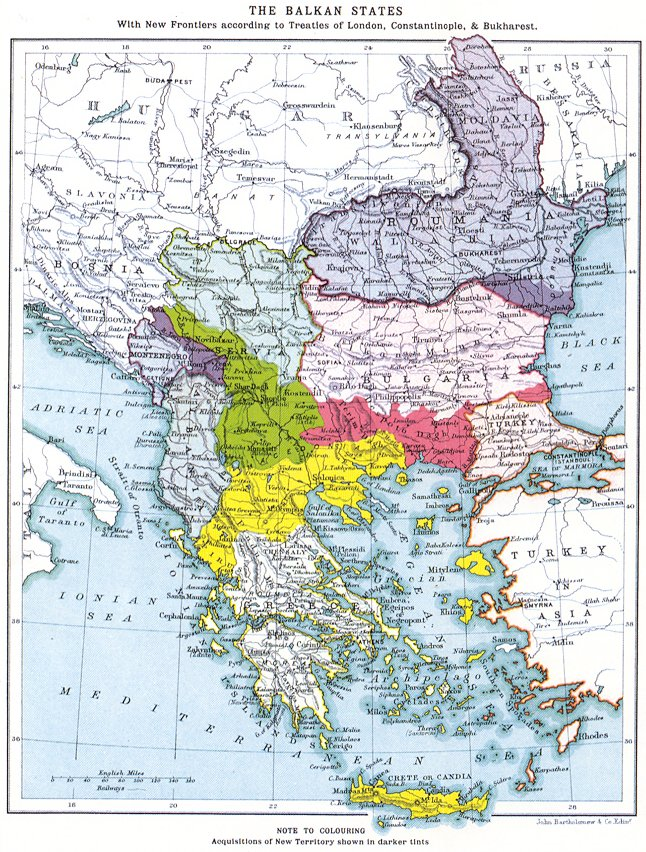
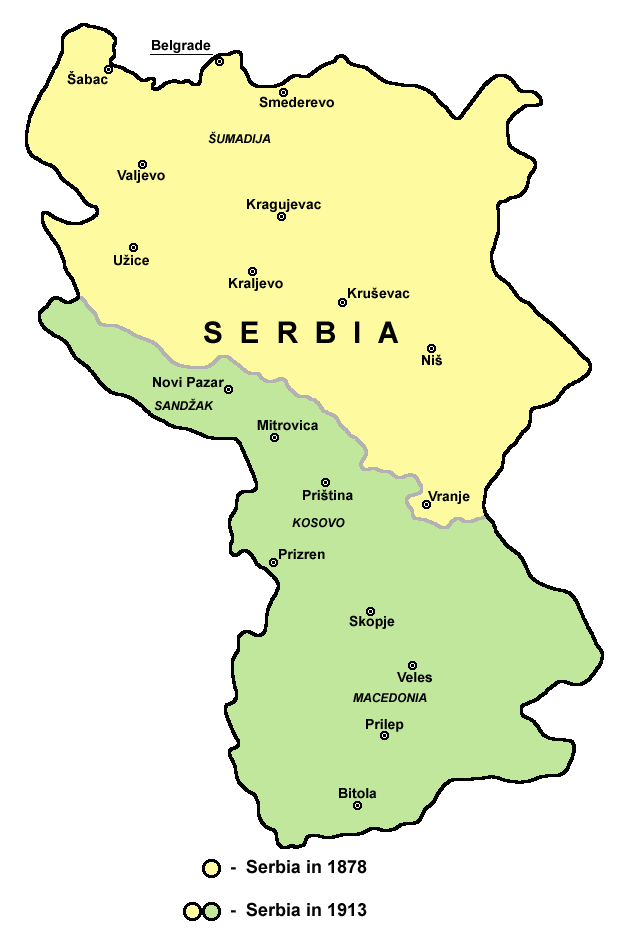
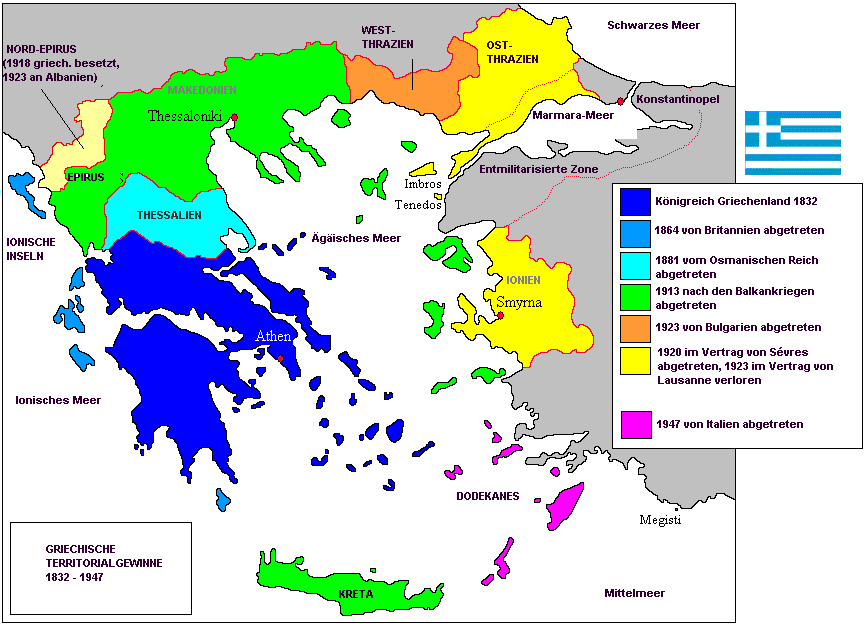